# NGC 7287
NGC 7287 este o galaxie situată în constelația Vărsătorul. A fost descoperită în  de către .